# William Onslow, IV conte di Onslow
William Hillier Onslow, IV conte di Onslow (Old Alresford, 7 marzo 1853 – Hendon, 23 ottobre 1911), è stato un politico inglese.

## Biografia
Onslow era l'unico figlio di George Augustus Cranley Onslow, figlio di Thomas Cranley Onslow, secondogenito di Thomas Onslow, II conte di Onslow. Sua madre era Mary Harriet Anne Loftus. Nel 1870, all'età di 17 anni, succedette al prozio nella contea di Onslow. Ha studiato all'Eton e all'Exeter College di Oxford.

## Carriera

### 1880-1889
Onslow servì brevemente come Lord-in-waiting sotto di Benjamin Disraeli tra il febbraio e l'aprile 1880 e mantenne la stessa posizione sotto Lord Salisbury (1886-1887), e in seguito servì sotto Salisbury come sottosegretario di Stato per le colonie (1887-1888) (in cui era vice presidente della prima conferenza coloniale nell'aprile 1887) e come segretario parlamentare del Board of Trade (1888-1889).

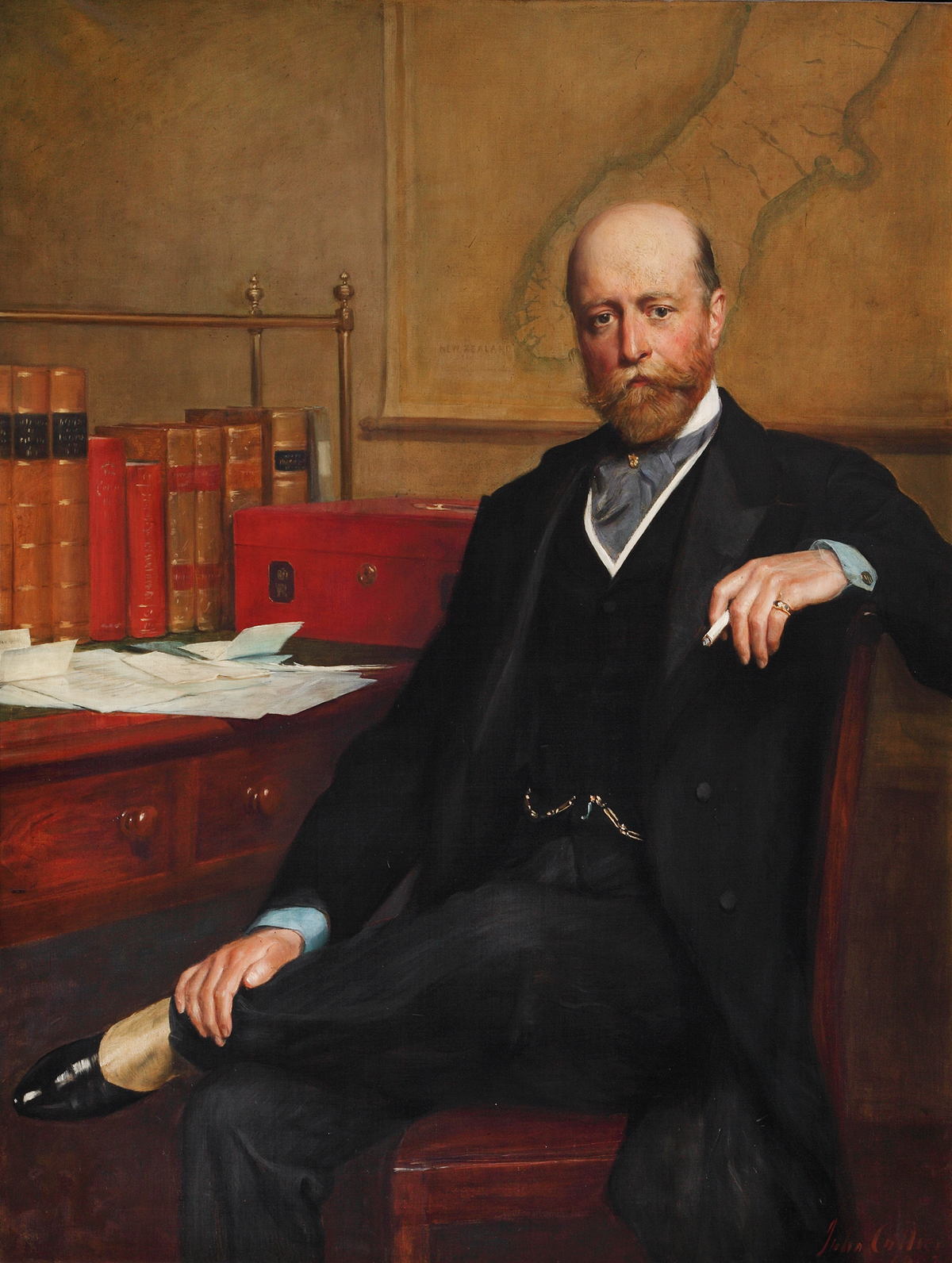
William Onslow, IV conte di Onslow davanti alla cartina della Nuova Zelanda.

### Governatore della Nuova Zelanda
Nel novembre del 1888 è stato nominato Governatore della Nuova Zelanda. Come risultato della crisi economica alla fine del 1880, aveva cercato una posizione salariata come governatore coloniale. A 35 anni, era il governatore più giovane della Nuova Zelanda da quando George Grey fu nominato nel 1845 e il primo, da Robert FitzRoy nel 1843, a non avere esperienze in quella posizione. 
Assunse l'incarico il 2 maggio 1889. Poco dopo il suo arrivo a Wellington, ci fu uno scoppio di febbre tifoide in città. Il figlio ed erede dodicenne di Onslow, il visconte Cranley, venne colpito dalla malattia e più di una volta fu pericolo della sua vita. Dopo questo Onslow e la sua famiglia hanno evitato la capitale il più possibile, facendosi amare ancor meno dai neozelandesi. 
Nel 1890 Onslow fu coinvolto nelle controversie sulle nomine del Consiglio legislativo (la camera alta del parlamento della Nuova Zelanda), che furono fatte dal governatore su consiglio dei suoi ministri. Fino a quel momento il primo ministro Harry Atkinson non aveva fatto raccomandazioni sulle nomine. Tuttavia, in quell'anno i sostenitori conservatori di Atkinson erano sempre più preoccupati che i liberali sotto John Ballance avrebbero ottenuto il potere. Atkinson è stato messo sotto pressione per assicurare che ci fosse una maggioranza conservatrice nel Consiglio. Onslow, come conservatore, era favorevole all'idea, specialmente perché era abituato al sistema in Gran Bretagna, dove era pratica accettabile per un governo britannico uscente nominare nuovi membri della Camera dei Lord. Informò Atkinson che una "piccola lista" di nomine per il Consiglio legislativo avrebbe potuto essere concordata e utilizzata "se le cose fossero andate male nella Camera o nel Paese".
Atkinson perse terreno nelle elezioni del dicembre 1890, anche se non era chiaro se i liberali sotto Ballance avrebbero avuto abbastanza sostegno per formare un'amministrazione. Le voci della "piccola lista" iniziarono a diffondersi e Onslow si rese conto che, anche se era prassi comune in Gran Bretagna, questo non era il caso in Nuova Zelanda. Tuttavia, nonostante l'opposizione pubblica, Onslow seguì le raccomandazioni di Atkinson e nominò sei persone nel consiglio (sebbene il numero fosse ridotto da undici). Egli giustificò la sua decisione presso l'ufficio coloniale di Londra sulla base del fatto che non riusciva a trovare istruzioni per aver rifiutato la nomina di Atkinson e si basava su "ciò che accadeva in Inghilterra". Le azioni di Onslow danneggiarono ulteriormente la reputazione del consiglio. Diversi membri indipendenti furono pressurizzati nel sostenere Ballance, che fu in grado di formare un'amministrazione.
Nel 1891 Ballance chiese a Onslow di nominare 18 rappresentanti nel consiglio per controbilanciare le nomine di Atkinson dell'anno precedente. Onslow disse che non è disposto a modificare la composizione del consiglio e sostituire la maggioranza conservatrice con quella liberale, affermando che, a suo avviso, una camera alta del parlamento dovrebbe essere sempre conservatrice per sua natura. Ha accettato di nominare otto rappresentanti, un compromesso che Ballance ha rifiutato. La questione fu infine rimandata al successore di Onslow, il conte di Glasgow. Onslow si dimise nel febbraio 1892 e tornò in Inghilterra.

### 1892-1911
Quando i conservatori tornarono al potere nel 1895 sotto Lord Salisbury, Onslow fu nominato Sottosegretario di Stato per l'India, un posto che mantenne fino al 1900, e fu poi nuovamente sottosegretario di Stato per le Colonie (1900-1903 e 1902-1903 sotto Arthur Balfour). Nel 1903 divenne presidente del Consiglio dell'Agricoltura e giurò nel Privy Council nello stesso anno. Rimase al Consiglio dell'Agricoltura fino a quando il governo cadde nel 1905. Dal 1905 al 1911 fu Lord Chairman of Committees of the House of Lords. Fu anche presidente della Royal Statistical Society (1905-1906).

## Matrimonio
Sposò, il 3 febbraio 1875 al St. George's Church, Florence Coulston Gardner (?-8 agosto 1934), figlia di Alan Gardner, III barone Gardner. Ebbero quattro figli:
- Richard Onslow, V conte di Onslow (23 agosto 1876-9 giugno 1945);
- Lady Gwendolen Florence Mary Onslow (22 luglio 1881-16 febbraio 1966), sposò Rupert Guinness, II conte di Iveagh, ebbero cinque figli;
- Lady Dorothy Evelyn Augusta Onslow (1885-1976), sposò Edward Wood, I conte di Halifax, ebbero cinque figli;
- Victor Alexander Herbert Huia Onslow (13 novembre 1890-27 giugno 1922)[6], sposò Muriel Wheldale, non ebbero figli.